# 灵光殿天满宫

灵光殿天满宫（れいこうでんてんまんぐう）是日本京都府京都市上京区的一座神社。位于新町通今出川下ル徳大寺殿町。祭祀天满天神（菅原道真）和德川家康。旧社格为村社。

## 历史
靈光殿天滿宮創建於寛仁2年（1018年），是菅原道真第6代子孫的菅原義鄉接受勅命，在曾是道真領地的河內國若江郡中開始建造社殿。名稱由來是來自於道真遭貶官時，天上射下來一道光芒，同時天一神・帝釋天也跟著降臨的傳說。
在蒙古襲來時，後宇多天皇在神社內祈禱夷賊退治後，蒙古人的船隻不久後近乎全數沉沒，所以天皇因此賞賜神社『天下無敵必勝利運』匾額。後來再應仁之亂時曾失去領地，並搬遷到東寺境內。
德川家康相當崇拜這家神社，並在元龜元年（1570年）在此祈願天下太平，另外，還致力於若江家的再興。家康死後的寛永13年（1636年），德川家光將放置在仙洞御所的家康像遷移過來，作為祭神。江戶時代時，因為社家若江家再興，因此在塔之段再建社殿，寶曆11年（1761年）座鎮於現在的位置。現在的社殿則是移築至明治5年近衛家的舊鎮守社。